# Portal Catarinas
Portal Catarinas é o primeiro portal de notícias brasileiro dedicado às pautas feministas.

## História
A construção de um portal de notícias especializado em feminismo e gênero era um assunto recorrente entre as idealizadoras de Catarinas. No início de 2016, as conversas se tornaram mais frequentes, fruto de suas atividades em movimentos feministas e da ação na Rede Nacional Feminista de Saúde, instalada em Santa Catarina desde 2012.
Desses encontros surgiu a ideia de desenvolver um portal que pudesse ser um guarda-chuva que abarcasse a produção de conteúdo, a curadoria de informação e a observação dos debates públicos sobre o tema, principalmente aqueles desencadeados pelos meios de comunicação tradicionais. Para subsidiar a construção do portal e a primeira reportagem especial do veículo, veio a proposta de realizar uma campanha de financiamento coletivo, através de plataforma disponível na internet, o Catarse.
A campanha de financiamento coletivo foi lançada em rede dois dias antes do 8 de março de 2016, Dia Internacional das Mulheres. Foram 45 dias de campanha, até que, no dia 21 de abril, foi atingida a meta estabelecida e em julho de 2016 o primeiro portal de notícias feminista do Brasil foi ao ar. Mais de 160 pessoas apoiaram o projeto na plataforma Catarse e tantas outras contribuíram com sua arte, trabalho e mobilização em rede. A arrecadação de R$ 16.985 gerou renda direta e indiretamente para cerca de 20 pessoas.
O Catarinas foi lançado em 28 de julho de 2016 , na Fundação Cultural da Agência de Fomento do Estado de Santa Catarina, em Florianópolis .

## Atualidade
Hoje, o Catarinas segue resistindo e publicando reportagens feministas de repercussão nacional e internacional. Em 26 de março de 2021, o portal chegou a sofrer ataques massivos e ficou fora do ar, retomando suas atividades e reforçando sua segurança em seguida .
No dia 20 de junho de 2022, o Catarinas publicou, em parceria com o The Intercept Brasil, uma reportagem sobre o caso da menina de 11 anos que teve seu direito de acesso ao aborto legal violado pela justiça catarinense . O caso chegou ao Fantástico e outros programas e jornais da TV Globo. Após o ocorrido, o portal foi convidado para compor o 17º Congresso da Associação Brasileira de Jornalismo Investigativo .

## Linha editorial
Catarinas é um portal de jornalismo especializado em gênero, feminismos e direitos humanos que busca articular o engajamento feminista na construção de narrativas jornalísticas. De acordo com as criadoras, "unir o ativismo feminista à prática jornalística é uma estratégia potencializadora quando na busca de objetivos transformadores". 
A equipe aposta na valorização de vozes mulheres que comumente são invisibilizadas na mídia tradicional, e ao enfoque não estereotipado delas, buscando a multiplicidade das fontes. "Compreendemos que o jornalismo produz uma forma de conhecimento e nos propomos a ampliar os saberes que o constitui, apostando na voz de diversas mulheres – indígenas, negras, brancas, lésbicas, bissexuais, periféricas, trans e cisgêneras, seja como fontes das reportagens ou como colunistas. Também nos empenhamos na tarefa de divulgar informações que sejam de relevância para a vida das mulheres e que são ocultadas por tabus morais e culturais históricos", apontam as fundadoras. 
A linha editorial de Catarinas se encontra na intersecção entre o jornalismo como um direito e os direitos humanos como uma premissa básica para a produção do jornalismo. A equipe se autodetermina ativista NO jornalismo, a partir do olhar político e ético para a necessidade da transformação social, e ativista DO jornalismo enquanto profissionais que atuam pelo direito de exercerem sua profissão que é fundamental para uma sociedade democrática. Catarinas é um canal de comunicação livre, que abrange o jornalismo especializado e de opinião, apresentado ao público nos mais diferentes formatos e/ou gêneros textuais, a partir das convergências possibilitadas pelo jornalismo na web. As editorias também buscam as possíveis relações entre os termos gênero e feminismo com outras áreas como políticas, saúde, cultura, participação, direitos, entre outras .